# FX (chaîne de télévision)
Pour les articles homonymes, voir FX.
FX (pour Fox Extended Network) est une chaîne de télévision américaine spécialisée qui fait partie du Disney Media Networks. Lancée le 1er juin 1994, elle était initialement, en quelque sorte, la petite sœur du réseau hertzien Fox dans le but de séduire les hommes de 18 à 24 ans. En 2004, elle était reçue par 85 millions de foyers.
La chaîne a des déclinaisons en Australie, Asie, Canada, Grèce, Italie, Amérique latine, Malte, Moyen-Orient, Portugal, Roumanie, Turquie, Afrique du Sud, Suède et Royaume-Uni.
À l'origine, FX diffuse essentiellement des rediffusions de séries de la Fox comme Mariés, deux enfants, X-Files, That '70s Show ou Malcolm. Dans les années 2000, la chaîne commence à se distinguer des autres chaînes du câble en programmant en première diffusion des séries originales et audacieuses telles que The Shield en 2002, Nip/Tuck en 2003, Rescue Me : Les Héros du 11 septembre en 2004, Over There en 2005 ou Damages en 2007. La chaîne n'a pas peur de choquer et récidive avec Dirt en 2006, The Riches en 2007. FX Network diffuse aussi des comédies telles que Philadelphia ou Louie. Cette programmation lui vaut d'être parfois comparée à HBO.

## Histoire
La chaîne a été lancée le 1er juin 1994 à partir d'un grand appartement du Flatiron District de Manhattan et diffusait une grande quantité de programmations originales ainsi que des classiques de la télévision. Ironiquement, FX n'était pas disponible par le câble à New York City, là où étaient produites les émissions en direct, qui ont été annulées les unes après les autreq jusqu'au re-lancement de la chaîne en 1997, faute de budget.
En 1997, la chaîne vise particulièrement les hommes de 18 à 49 ans, et commence à diffuser des drames originaux ainsi que des courses de la NASCAR et des matchs de la Ligue majeure de baseball, ayant comme but de promouvoir la chaîne.
À partir de 2002, la chaîne gagne de la notoriété en diffusant des séries originales telles que The Shield, Nip/Tuck et Rescue Me, poussant les limites sur ce qui peut être diffusé à la télévision. Deux comédies débutées en 2005, Starved et It's Always Sunny in Philadelphia, poussent les limites de dialogue cru dans le genre.
En octobre 2007, la version haute définition de la chaîne est lancée. En 2011, plusieurs sports ont été ajoutés, dont la Ligue des champions de l'UEFA, des matchs de football universitaire et des matchs de la Ultimate Fighting Championship (UFC).
En janvier 2013, Fox annonce que la chaîne Speed deviendra Fox Sports 1 alors que Fuel TV deviendra Fox Sports 2 à compter d'août 2013. Conséquemment, tous les sports diffusés sur FX seront transférés sur Fox Sports, alors que Fox Soccer deviendra FXX, où les comédies de FX seront transférés.
Le 9 août 2017, FX Networks annonce le lancement d'un service de vidéo à la demande payant et sans publicité baptisé FX+ avec le contenu de FX et FXX disponible à partir du 5 septembre aux abonnés de Xfinity de Comcast.
Le 12 juillet 2019, Disney annonce la fermeture du service FX+ diffusant le contenu de FX et FXX et son transfert sur le service Hulu à compter du 20 août 2019, quelques mois avant le lancement du service Disney+, prévu en novembre,.
Le 7 août 2019, lors d'une présentation à la presse, FX Networks désormais filiale de Disney annonce l'augmentation de ses programmes originaux tout en gardant sa ligne éditoriale. Le 17 août 2019, Disney prévoit de diffuser une partie de la compétition de l'UFC sur la chaîne FX, ancien diffuseur, à la suite de l'acquisition de la 21st Century Fox et l'obtention du contrat de gagné par ESPN en 2018.

## Identité visuelle (logo)

Ancien logo de FX
Actuel logo de FX

## Déclinaisons internationales

### Canada
FX Canada est une chaîne spécialisée de catégorie B appartenant à Rogers Media (66,64 %) et à FX Networks (33.36 %) lancée le 31 octobre 2011.
Une version canadienne de FXX est ensuite aussi lancée le 1er avril 2014.
Avant le lancement de FX Canada, les productions originales de FX étaient achetées par les diffuseurs canadiens, la plupart se retrouvant sur Showcase.

### Royaume-Uni
En 2004, Fox a annoncé son intention de lancer une version britannique de FX sur le bouquet de télévision par satellite BSkyB.

## FX on Hulu
FX on Hulu est une chaîne virtuelle incluse dans l'abonnement pour Hulu et accessible uniquement via le service. Elle a été lancée en mars 2020, à la suite du rachat de la chaîne câblée FX et l'obtention du contrôle total de Hulu par The Walt Disney Company.
Cette chaîne propose les séries diffusées sur les chaînes câblées FX et FXX et propose également les séries en cours, le lendemain de la diffusion d'un nouvel épisode.
FX on Hulu propose également des séries originales produites par la chaîne mais diffusées, dans un premier temps, exclusivement sur le service. Contrairement aux autres séries originales d'Hulu, ces séries sont bien présentées comme des séries originales d'FX malgré leurs diffusion originale sur le service.
À partir de 2022, les créations FX on Hulu deviennent des créations FX. Ces créations seront diffusées sur la plateforme Hulu comme avant mais considérées comme des séries originales FX à la suite de l'exploitation de la marque FX à l'international via le service Disney+.

## Séries originales

### Séries diffusées actuellement

#### Drames
- American Horror Story (2011–en cours)
- Fargo (2014–en cours)
- American Crime Story (2016–en cours)
- The Old Man (2022–en cours)
- Justified: City Primeval  (2023–en cours)
- Feud (2017-en cours)
- Shōgun[10] (2024-en cours)
- American Sports Story (2024-en cours)
- Grotesquerie (2024-en cours)

#### Comédies
- It's Always Sunny in Philadelphia (2005–en cours, sur FXX)
- Breeders[11] (depuis le 2 mars 2020)[12]
- Dave (depuis le 4 mars 2020 sur FXX)[13]
- English Teacher  (2024-en cours)

#### Animation
- Archer (2009–en cours, sur FXX)
- Little Demon (en) (2022–en cours, sur FXX)

#### Documentaires
- Bienvenue à Wrexham (Welcome to Wrexham) (2022–en cours)

### Séries à venir
- American Love Story (série dérivée d'American Horror Story et d'American Crime Story, prévu pour 2025)

### Anciennes séries

#### Drames
- The Americans (2013–2018)
- The Bastard Executioner (2015)
- The Bridge (2013–2014)
- Damages (2007–2010)
- Dirt (2007–2008)
- Fosse/Verdon[14] (mini-série dramatique sur Bob Fosse et Gwen Verdon, 8 épisodes, 2019)[15]
- Justified (2010–2015)
- Legion (2017–2019)
- Lights Out (en) (2011)
- Mayans M.C.[16] (suite de Sons of Anarchy, 2018–2023)[17]
- Mr Inbetween[18] (coproduction australienne, 2018–2021)[19]
- Nip/Tuck (2003–2010)
- Over There (2005)
- Pose (2018–2021)
- Rescue Me : Les Héros du 11 septembre (Rescue Me) (2004-2011)
- The Riches (2007–2008)
- The Shield (2002–2008)
- Snowfall (2017–2023)
- The Strain (2014–2017)
- Sons of Anarchy (2008–2014)
- Taboo (coproduction britannique, 2017)
- Terriers (2010)
- Thief (2006)
- Trust (2018)
- Tyrant (2014–2016)

#### Comédies
- Anger Management (2012–2014)
- Atlanta (2016–2022)
- Baskets (2016–2019)
- Better Things (2016–2022)
- The Comedians (en) (2015)
- The League (2009–2012, 2013–2015 sur FXX)
- Legit (2013 sur FX, 2014 sur FXX)
- Louie (2010–2015)
- Lucky (2003)
- Man Seeking Woman (2015–2017)
- Married (en) (2014–2015)
- Partners (en) (2014)
- Sex&Drugs&Rock&Roll (2015–2016)
- Son of the Beach (2000–2002)
- Starved (en) (2005)
- Testees (en) (2008)
- Wilfred (2011–2013, 2014 sur FXX)
- You're the Worst (2014 sur FX, 2015–2019, sur FXX)
- What We Do in the Shadows (2019-2024)

#### Animation
- Cake (en) (2019–2021 sur FXX)[20]
- Chozen (en) (2014)
- Dicktown (en) (2020–2022 sur FXX)
- Unsupervised (en) (2012)

### SériesFX Originals sur Hulu
- Devs[21] (mini-série dramatique) (2020)
- Mrs. America[22] (2020)[23]
- A Teacher (en)[24] (mini-série basée sur le film A Teacher (en)) (2020)
- American Horror Stories (depuis 2021)
- Y[25] (série basée sur Y, le dernier homme) (2021)
- The Premise (2021)
- Reservation Dogs (2021- 2023)
- The Bear (depuis 2022)
- The Patient (2022)
- Anatomie d'un divorce / Fleishman a des problèmes (Fleishman Is in Trouble) (mini-série) (2022)
- Sur ordre de Dieu (Under the Banner of Heaven) (2022)
- Liens de sang (2022)
- De grandes espérances (mini-série) (2023)
- FBI Promotion 2009 (mini-série) (2023)
- The Full Monty (2023)
- Un meurtre au bout du monde (2023)
- The veil (2024)
- Clipped (mini-série) (2024)
- Say Nothing (depuis 2024)

## Téléfilms
- Intention criminelle (Deliberate Intent) (6 août 2000)
- A Glimpse of Hell (en) (18 mars 2001)
- La Rançon de la haine (en) (Sins of the Father) (6 janvier 2002)
- Big Shot : Confession d'un bookmaker (Big Shot: Confessions of a Campus Bookie) (31 mars 2002)
- RFK (en) (25 août 2002)
- Les Hommes du Pentagone (en) (The Pentagon Papers) (9 mars 2003)
- 44 minutes de terreur (44 Minutes: The North Hollywood Shoot-Out) (1er juin 2003)
- Rédemption - Itinéraire d'un chef de gang (Redemption: The Stan Tookie Williams Story) (11 avril 2004)
- Terreur Nucléaire (en) (Meltdown) (6 juin 2004)
- Smallpox 2002 (en) (2 janvier 2005)
- Oil Storm (en) (5 juin 2005)
- A Christmas Carol[26] (coproduction avec la BBC, 19 décembre 2019)[27]